# Campeonato da Europa de Atletismo de 1982 - Arremesso do peso masculino
Estes foram os resultados do arremesso do peso masculino disputado no dia 9 de setembro de 1982, nos Campeonatos da Europa de Atenas, Grécia.

## Medalhistas
| Ouro   | Udo Beyer Alemanha Oriental (DDR)      |
| Prata  | Jānis Bojārs União Soviética (URS)     |
| Bronze | Remigius Machura Tchecoslováquia (TCH) |

## Classificação final
| Posição           | Atleta            | País              | Marca (m) |
| ----------------- | ----------------- | ----------------- | --------- |
| Medalha de ouro   | Udo Beyer         | Alemanha Oriental | 21.50     |
| Medalha de prata  | Jānis Bojārs      | União Soviética   | 20.81     |
| Medalha de bronze | Remigius Machura  | Tchecoslováquia   | 20.59     |
| 4                 | Vladimir Milić    | Iugoslávia        | 20.52     |
| 5                 | Mathias Schmidt   | Alemanha Oriental | 20.51     |
| 6                 | Peter Block       | Alemanha Oriental | 20.49     |
| 7                 | Vladimir Kiselyov | União Soviética   | 20.40     |
| 8                 | Sergey Gavryushin | União Soviética   | 20.15     |
| 9                 | Reijo Ståhlberg   | Finlândia         | 19.49     |
| 10                | Alessandro Andrei | Itália            | 19.28     |
| 11                | Edward Sarul      | Polónia           | 19.19     |
| 12                | Nikolay Khristov  | Bulgária          | 19.04     |
| 13                | Luigi de Santis   | Itália            | 18.88     |